# Camponotus hermanni
Camponotus hermanni är en myrart som beskrevs av Carlo Emery 1911. Camponotus hermanni ingår i släktet hästmyror, och familjen myror. Inga underarter finns listade.